# Hotel Wellington
L'Hotel Wellington és una establiment hoteler de Madrid (situat al carrer de Velázquez) al barri de Recoletos (districte de Salamanca). És disseny de l'arquitecte espanyol Luis Blanco Soler. Durant la defensa de Madrid va ser la seu del centre de comandament del General Miaja. En un lateral de l'edifici, fins a juliol de l'any 1936, va estar la Torrassa des del qual Ramón Gómez de la Serna va viure els seus últims dies abans d'exili. L'Hotel va sofrir una ampliació l'any 1976.